# NGC 6940
NGC 6940 (другое обозначение — OCL 141) — рассеянное скопление в созвездии Лисичка.
Этот объект входит в число перечисленных в оригинальной редакции «Нового общего каталога».